# Vîla, Narodîci
Vîla (în ucraineană Вила) este un sat în comuna Holubievîci din raionul Narodîci, regiunea Jîtomîr, Ucraina.

## Demografie
Componența lingvistică a localității Vîla
     Ucraineană (100%)
Conform recensământului din 2001, toată populația localității Vîla era vorbitoare de ucraineană (100%).